# 符腾堡号战列舰
符腾堡号战列舰（德語：SMS Württemberg）是德意志帝国海军于1910年代建造的四艘巴伐利亚级战列舰中的最后一艘，但从未完工。它有时也会与姊妹舰萨克森号一同被视为该船级的亚级。该舰本将在四座双联装炮塔内安装八门380毫米口径炮作为主炮，并打算作为公海舰队的旗舰使用，但随着第一次世界大战于1914年7月爆发，帝国海军被迫简化了它的设计，希望它能及时完工，以便在战争期间服役。舰只自1915年1月开始在汉堡的伏尔铿船厂架设龙骨，但随着资源被转移到建造U艇等更紧迫的项目上，该舰的工作被放缓；它于1917年6月下水，但只是要为其它工程而腾出船台。到施工终止时，它距离完工尚余12个月时间。战后，1919年6月签署的《凡尔赛条约》明确规定，德国所有在建的军舰都必须销毁，因此，符腾堡号于1921年被当作废料出售，至次年拆解。

## 发展

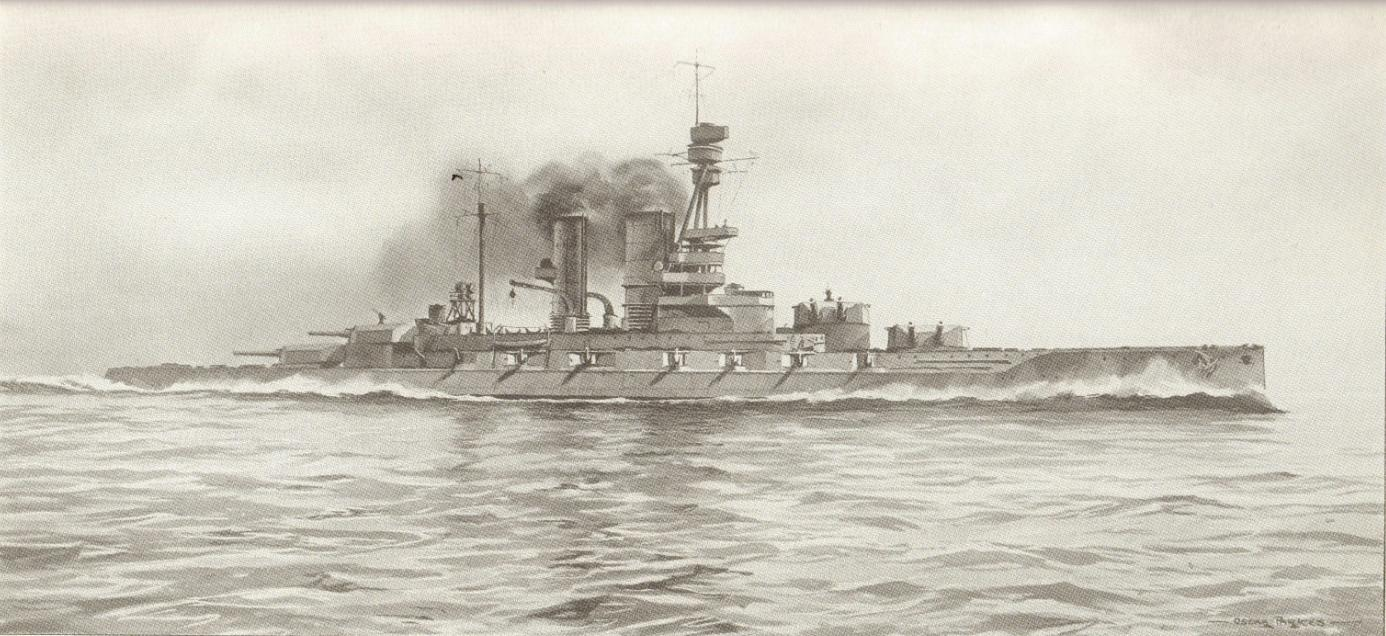
巴伐利亚级战列舰识别图

巴伐利亚级战列舰的设计工作始于1910年的英德海军军备竞赛背景下，最初的讨论集中在主舰炮的口径上；以往的德国战列舰最大仅搭载305毫米炮，但由于外国海军普遍采用340毫米和356毫米的武器，德国海军司令部感到有必要用自己更大的火炮来应对。他们的考虑范围在320毫米、380毫米和400毫米三种规格之间。海军上将阿尔弗雷德·冯·提尔皮茨作为国家海军办公室的国务秘书，能够利用公众对阿加迪尔危机的强烈抗议，向帝国议会施压为帝国海军拨款，以抵消大型武器的额外成本。设计人员最终选择了380毫米口径，因为400毫米口径的炮要昂贵得多，且380毫米口径炮已较既有的德国炮有了显著的改进。该船级是根据1912年通过的第四部暨最后一部《德国海军法》而订购的。
当同级的前两艘舰——巴伐利亚号和巴登号开始建造时，设计人员审视了外国战列舰的最新发展，得知英国最新的战列舰伊丽莎白女王级将拥有极高的航速。这促使他们对巴伐利亚级的第三艘舰——萨克森号作出修改，加入了一个柴油发动机。萨克森号的轮廓尺寸因此得到加长，以适应更大的发动机，同时排水量亦较同级的早期成员增加了约200吨。至同级的末舰——符腾堡号的工程开始时，设计人员打算沿用加长的尺寸，但恢复为全蒸汽涡轮机的配置。由此节省的重量将用于改进符腾堡号的装甲布局。事实证明这是难以实现的，因为该舰将被装备为舰队旗舰，而海军司令随员所需的更大舰桥足以抵消重量的减少。实际上，这些改动迫使设计人员将标准排水量再增加了200吨。新舰的成本越来越高；符腾堡号的预算估价较萨克森号增加了8.6%，较巴伐利亚号和巴登号甚至增加了13%。
1914年6月，提尔皮茨藉基尔帆船周划船比赛的机会，将新舰的最终设计方案提呈给德皇威廉二世，以期利用后者的好心情来确保他对造价飞涨的认可并得到批准。威廉二世没有表示反对，但另一事态迅速却迫使提尔皮茨进行了重新设计。当月晚些时候，奥匈帝国大公弗朗茨·斐迪南遇刺身亡，引发了七月危机，并导致第一次世界大战于7月下旬爆发。8月2日，由于德国处于战争状态，提尔皮茨发出指令，要求符腾堡号尽快完工以加强舰队；该舰将与萨克森号完全相同的样式建造——尽管不设柴油发动机，但也放弃了对舰桥结构的改动。8月12日，建造合同很快被授予汉堡的汉堡伏尔铿船厂。

## 特征

巴伐利亚级舰只装甲方案的侧视图

符腾堡号的水线长度和全长分别为181.8米和182.4米，舷宽为30米，吃水深度介乎于9.3米－9.4米之间。舰只的设计排水量为28800吨，这是不计全部的物资补给、燃料和其他的运作必需品；满载情况下，排水量可达32500吨。尽管与其尺寸相同的姊妹舰萨克森号使用了柴油发动机，但符腾堡号还是像同级的前两艘舰一样改用全蒸汽涡轮推进系统。发动机所需的蒸汽由九台燃煤和三台燃油水管锅炉提供。推进系统的额定功率为48,000匹公制馬力（47,000匹軸馬力），最高速度为22節（41每小時）。这套装置还允许舰只以12節（22每小時）的速度续航5,000海里（9,300）。其标准船员编制为42名军官和1129名水兵。
倘若完工，符腾堡号将配备八门380毫米45倍径速射炮。它们将被成对布置在四座双联装炮塔内：舰艛的艏艉两端各设两个超射转台。舰只的副炮系统包括十六门150毫米速射炮和四门88毫米口径高射炮。此外，它还将在船体下方安装五具浸没式的600毫米鱼雷发射管——其中舰艏一具，两边舷侧各两具。舰身配备有170－350毫米厚的装甲带，而甲板装甲的厚度为60－100毫米。前司令塔也受重型装甲保护，两侧分别为400毫米厚和塔顶为170毫米厚。而各主炮塔的侧部也有350毫米厚，塔顶为200毫米厚。

## 建造及取消

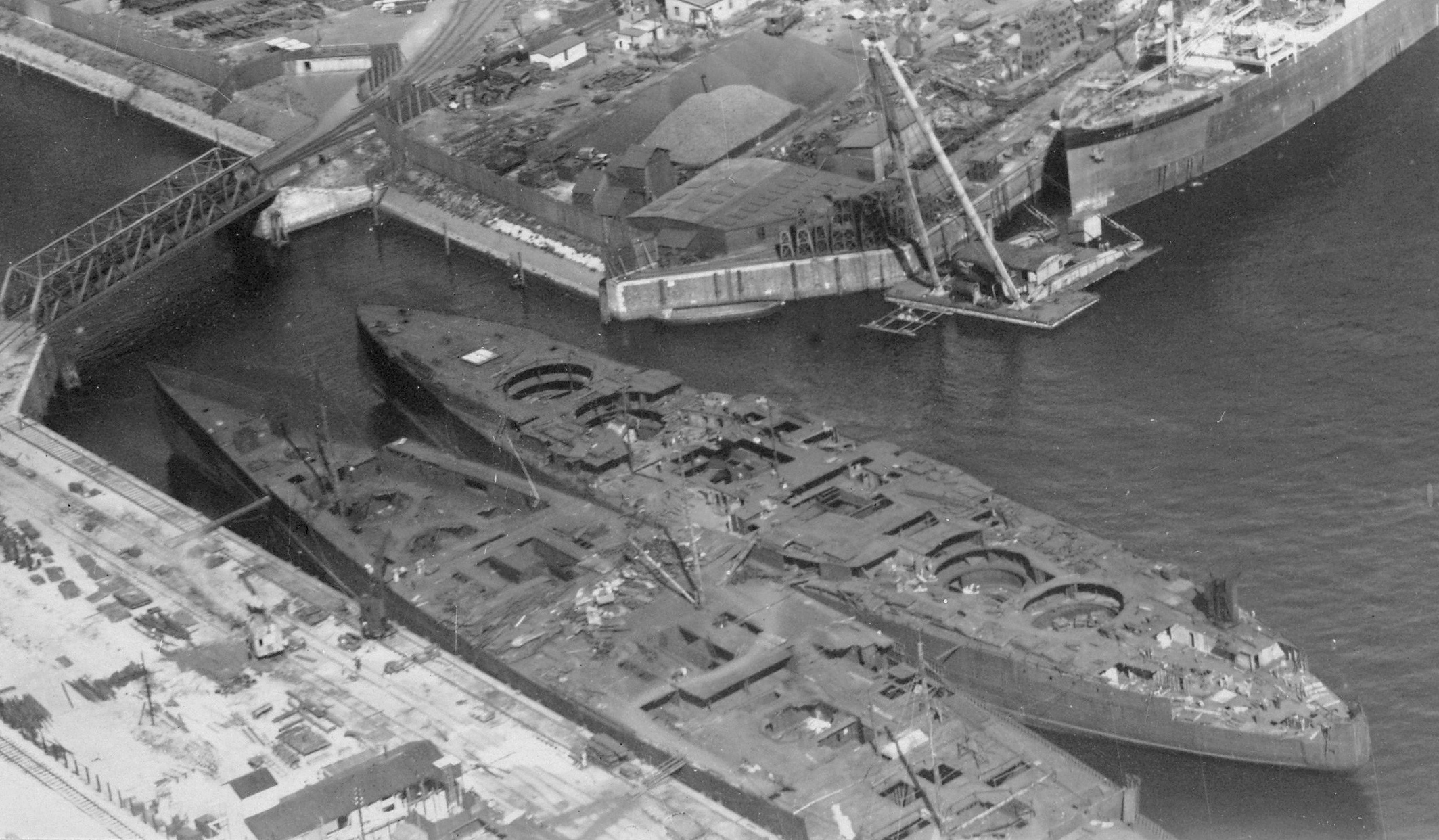
战后，未完工的符腾堡号战列舰（右）及艾特尔·腓特烈亲王号大巡洋舰双双停靠在汉堡

符腾堡号是以“德皇威廉二世替舰”（Ersatz Kaiser Wilhelm II）作为合同代号订购，意指用作替代老旧的前无畏舰德皇威廉二世号；其正式舰名则轮用自1870年代建造的早期铁甲舰符腾堡号。该舰原定使用1915财政年度的拨款，但由于战争的爆发，它得以提前使用战争基金。已授予伏尔铿船厂的合同于1914年12月29日最终签署，具体阐明了将于1915年1月开始建造，1916年中期新船下水，至1917年早期完成。舰只自1915年1月4日开始在汉堡架设龙骨，造舰序号为386，伏尔铿船厂打算尽可能加快对该舰的工作。但随着资源和人手被转移到其他更紧迫的项目上，比如支援针对英国的U艇战，该舰的建造工作放缓了。
到1915年12月，船体已经完成大约31%，其中水线以下的外壳为60%，内底为75%，装甲甲板下方的底层甲板和水密舱壁为50%。组装推进系统的工作已经开始在船台旁边的车间里展开，其装甲板也同时开始制造。1916年，船体的进一步工作进展缓慢，下水日期被一再推迟，直至1917年6月20日才终于准备好推出船台，比原计划晚了一年。到那时，该舰也并没有打算完成，其下水主要是为了其他项目而腾出船台，因此取消了惯有的庆祝仪式。由于旧的铁甲舰符腾堡号此时仍在作为鱼雷训练艇使用，因而出现了帝国海军同时拥有两艘同名大型军舰的特殊情况。
1917年2月，德国恢复并极大地扩展了无限制潜艇战，当时已经取代提尔皮茨成为国家海军办公室国务秘书的海军上将爱德华·冯·卡佩尔主张，应停止主力舰的建造，以支持U艇的建造。在国家海军办公室于1918年2月1日提交的一份报告中指出，由于将重心转移到潜艇战之中，主力舰的建造已经全数停止。结果，符腾堡号的工作被完全终止了，此时距离其竣工尚余约12个月时间。为符腾堡号制造的八门380毫米炮被转移至佛兰德改装为列车炮或固定炮台。至1918年11月战争结束时，这艘残缺的舰只仍然驻泊在伏尔铿船厂内。根据1919年6月签署的《凡尔赛条约》第186条规定，德国被禁止建造设计排水量超万吨的军舰；由于符腾堡号的标准远远超出这一规定，因此不可能完工，并且必须立即拆解报废。为此，符腾堡号于1919年11月3日正式从海军序列中除籍，并于1921年售予拆船商，随后在汉堡拆解报废。

## 脚注
1. ↑  Friedman，第131頁.
2. ↑  Dodson，第97頁.
3. ↑  Nottelmann，第289–293頁.
4. ↑  Herwig，第81頁.
5. ↑  Nottelmann，第291, 300–302頁.
6. ↑  Nottelmann，第302–303頁.
7. ↑  Gröner，第28–30頁.
8. ↑  Nottelmann，第301頁.
9. 1 2  Gröner，第30頁.
10. ↑  Dodson，第225頁.
11. ↑  Hildebrand, Röhr, & Steinmetz，第120頁.
12. ↑  Gröner，第7–8頁.
13. ↑  Nottelmann，第303, 320–321頁.
14. ↑  Weir，第178頁.
15. ↑  Nottelmann，第320–321頁.
16. ↑  Forstmeier & Breyer，第44頁.
17. ↑  Weir，第179頁.
18. ↑  Nottelmann，第317頁.